# Autosòmica recessiva

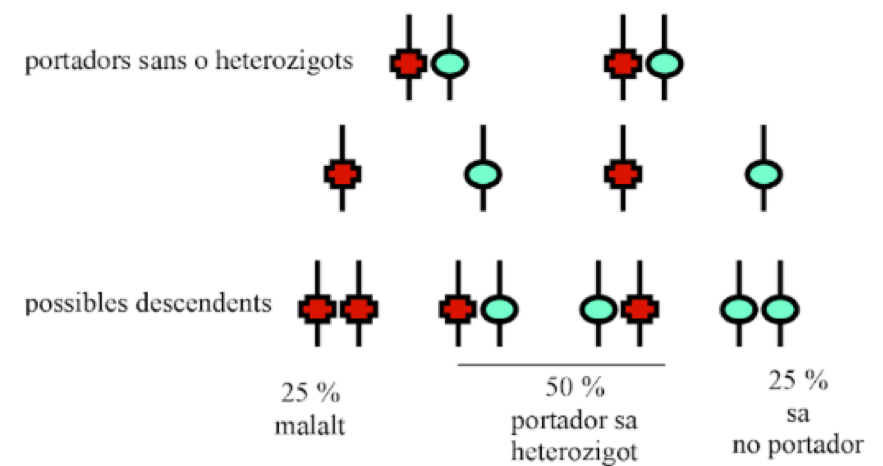
Combinacions de gàmetes en l'herència autosòmica recessiva. Els individus afectats en vermell.

L'herència autosòmica recessiva descriu un dels patrons d'herència clàssics o mendelians i es caracteritza per no presentar el fenomen de dominància genètica.
El fenotip que caracteritza l'al·lel recessiu es troba codificat en un gen el qual el seu locus està ubicat en un dels autosomes o cromosomes no dominants del sexe. Aquest al·lel no es manifestarà si es troba acompanyat per un al·lel dominant.
Per aquest mecanisme, una determinada característica heretable es transmet d'una manera que pot ser predita sense tenir en consideració el sexe del descendent. A més, perquè la característica heretable s'expressi es necessari que el descendent rebi el gen d'ambdós progenitors, és a dir, cal tenir les dues còpies del gen.
Una malaltia autosòmica recessiva només s'expressa en els homozigots. Els heterozigots només es comportaran com a portadors de l'al·lel mutant.

## Criteris per identificar l'herència
Existeixen una sèrie de criteris per tal de poder identificar si es tracta d'una herència autosòmica recessiva:
- La majoria d'individus afectats tenen pares no afectats si ambdós són portadors del gen mutant.
- Dos pares no afectats, però portadors, tenen un risc del 25% de tenir fills afectats, un 50% de tenir portadors no afectats i un 25% que no siguin portadors.
- La malaltia s'expressa i es transmet de la mateixa manera en ambdós sexes.
- El 100% de la descendència entre un individu afectat i un de normal no portador serà normal però portadora.
- Quan ambdós pares estan afectats, el 100% de la descendència estarà afectada.

## Exemples malalties
- Fibrosi quística
- Anèmia de cèl·lules falciformes
- Malaltia de Tay-Sachs
- Malaltia de Gaucher